# Anthropogastromicrobium
Anthropogastromicrobium es un género de bacterias de la familia Lachnospiraceae. Actualmente (2023) sólo contiene una especie: Anthropogastromicrobium aceti. Fue descrito en el año 2022. Su etimología hace referencia al estómago humano. El nombre de la especie hace referencia a vinagre. Produce acetato, butirato y propionato. Se ha aislado de heces humanas. Tiene un contenido de G+C de 41,3%. 